# No-Hitter
No-Hitter bezeichnet ein (komplettes, über mindestens neun Innings gegangenes) Spiel im Baseball, in dem eine Mannschaft nicht einen gültigen Schlag (Base Hit) des Gegners zuließ. Entscheidenden Anteil an dieser besonderen – und sehr seltenen – Leistung hat der Pitcher, dem der No-Hitter auch statistisch zugerechnet wird.
Den speziellen Fall eines No-Hitters, in dem kein einziger Batter überhaupt die erste Base erreicht (also auch nicht durch einen Walk oder Error), bezeichnet man als Perfect Game (perfektes Spiel).

## Rekorde
In der Geschichte des Major League Baseball gelang das Kunststück des No-Hitters seit 1871 erst 326 Mal, wovon nur 24 Perfect Games waren.
In den meisten Fällen ist es ein einziger Pitcher, der das komplette Spiel über wirft. Erst 21 Mal gelang ein kombinierter No-Hitter mehrerer Werfer, zuletzt drei Pitchern der Chicago Cubs: Shota Imanaga, Nate Pearson und Porter Hodge.
No-Hitter in den amerikanischen Major Leagues (Stand: 4. September 2024):
| Liga                 | Anzahl |
| -------------------- | ------ |
| National League      | 163    |
| American League      | 141    |
| American Association | 15     |
| Federal League       | 5      |
| Union Association    | 2      |
| National Association | (1)    |
| Players League       | 0      |
| Gesamt               | 326    |

Die National Association wird in vielen Statistiken nicht als Major League eingestuft, so dass der No-Hitter nicht in der Summe erscheint.
Bei Inter-League-Spielen erfolgt die Zählung für die Liga des Pitchers.

### Letzte No-Hitter
Der bislang letzte No-Hitter in der MLB (Stand: 4. September 2024) wurde von Shota Imanaga, Nate Pearson und Porter Hodge, Pitcher der Chicago Cubs, am 4. September 2024 geworfen. Die Cubs gewannen das Spiel mit 12:0 gegen die Pittsburgh Pirates.
Johan Santana pitchte am 1. Juni 2012 ein komplettes Spiel mit einem No-Hitter (dies wurde allerdings durch eine Fehlentscheidung begünstigt, da ein regulärer Hit von Carlos Beltrán als Foul Ball gewertet wurde). Dies war zugleich der erste No-Hitter aus 8020 gewerteten Spielen seines Vereins New York Mets.
Am 27. Juli 2011 gelang Ervin Santana von den Los Angeles Angels of Anaheim beim 3:1-Sieg über die Cleveland Indians sein erster No-Hitter und der insgesamt neunte in der Geschichte der Los Angeles Angels of Anaheim. Ebenfalls einen No-Hitter schafften Francisco Liriano von den Minnesota Twins am 3. Mai 2011 beim 1:0-Sieg über die Chicago White Sox und vier Tage später Justin Verlander von den Detroit Tigers am 7. Mai 2011 beim 9:0-Sieg über die Toronto Blue Jays, dies war bereits der zweite No-Hitter in dessen Karriere.
In der MLB-Saison 2010 wurden zwei Perfect Games und drei weitere No-Hitter erzielt: Ein Perfect Game schaffte Dallas Braden von den Oakland Athletics am 9. Mai 2010 (19. Perfect Game) beim 4:0-Sieg über die Tampa Bay Rays (mit sechs Strikeouts). Schon am 29. Mai 2010 machte ihm Roy Halladay von den Philadelphia Phillies beim 1:0-Sieg über die Florida Marlins als 20. Spieler insgesamt dieses Kunststück nach (bei elf Strikeouts).
Weitere No-Hitter in der Saison 2010 gelangen Ubaldo Jimenez von den Colorado Rockies am 17. April 2010 beim 4:0-Sieg über die Atlanta Braves und Edwin Jackson von den Arizona Diamondbacks am 25. Juni 2010 beim 1:0 über die Tampa Bay Rays. Jimenez’ Leistung war der erste No-Hitter in der Geschichte der Rockies. Edwin Jackson brachte das Kunststück fertig, den No-hitter mit kraftraubenden 149 Pitches und trotz acht Walks zu erreichen.
Der jüngste No-Hitter in der MLB gelang Matt Garza von den Tampa Bay Rays am 26. Juli 2010 beim 5:0 gegen die Detroit Tigers. Für die 1998 gegründeten (Devil) Rays, die in dieser Saison bereits zwei No-Hitter kassierten, bedeutete dies den ersten No-Hitter in der Team-Geschichte.
Am 23. Juli 2009 gelang Mark Buehrle von den Chicago White Sox das 18. Perfect Game in der Geschichte der MLB. Im Spiel gegen Tampa Bay (Endstand: 5:0) erreichte kein gegnerischer Spieler die erste Base. Buehrle gelangen sechs Strikeouts bei insgesamt 116 Pitches. Der Wunsch nach dem Perfect Game war zu Beginn des 9. Innings beinahe zerplatzt, als Gabe Kapler von den Rays einen Schlag ins tiefste Outfield schlug. White Sox Center Fielder Dewayne Wise gelang es mit einer spektakulären Aktion, einen Homerun-tauglichen Ball über der Center-Field-Mauer zu fangen.
Für Buehrle bedeutete dies im Übrigen bereits den zweiten No-Hitter seiner Karriere. Bereits am 18. April 2007 gelang ihm das Kunststück gegen die Texas Rangers.
In der Saison 2009 war dies der insgesamt zweite No-Hitter. Knapp zwei Wochen zuvor ließ Jonathan Sanchez von den SF Giants am 10. Juli 2009 beim 8:0 gegen die San Diego Padres keinen Treffer zu. Er ließ dabei sogar nur einen Baserunner zu (durch einen Error im Feldspiel von Juan Uribe, der im 8. Inning einen Ball nicht sauber aufnehmen konnte) und schrammte somit ganz knapp an einem Perfect Game vorbei.
In der Saison 2008 gab es zwei No-Hitters. Einen davon warf Carlos Zambrano, Chicago Cubs, am 14. September 2008 gegen die Houston Astros beim 5:0. Zambrano warf hierbei 112 Pitches, erzielte zehn Strikeouts bei nur einem Walk. Das Spiel wurde im Miller Park von Milwaukee ausgetragen, weil infolge des Hurrikans Ike eine Austragung in Houston nicht möglich war. Nach Informationen des Sport-Informationsdienstes Elias Sports Bureau handelt es sich um den ersten No-Hitter der MLB-Geschichte, der auf neutralem Boden erzielt wurde. Der andere No-Hitter gelang Jon Lester von den Boston Red Sox am 19. Mai 2008 gegen die Kansas City Royals. Das Spiel endete 7:0 für die Red Sox. Lester ließ nur zwei gegnerische Schlagleute durch Walks auf Base und erzielte neun Strikeouts.
Der letzte, 86. No-Hitter im japanischen Profibaseball gelang dem 31-jährigen Linkshänder Toshiya Sugiuchi für die Yomiuri Giants am 30. Mai 2012 in einem 2:0-Heimsieg gegen die Tōhoku Rakuten Golden Eagles.

### Meiste No-Hitter
Den Rekord für die meisten No-Hitter hält Nolan Ryan, dem diese besondere Leistung während seiner langen Karriere sieben Mal vergönnt war. Im Schnitt werfen zwei Pitcher pro Saison je einen No-Hitter. Der Fall, dass an einem Tag zwei No-Hitter zustande kommen, trat erst zweimal in der Geschichte des Sports ein (22. April 1898, Ted Breitenstein und Jim Hughes sowie am 29. Juni 1990, Dave Stewart von den Oakland Athletics und Fernando Valenzuela von den Los Angeles Dodgers). Ebenfalls erst zweimal gab es den – an sich noch weniger wahrscheinlichen – Fall, dass ein Pitcher in zwei direkt aufeinanderfolgenden Einsätzen No-Hitter werfen konnte (Juni 1938, Johnny van der Meer, Cincinnati Reds; sowie Juli 2013 Homer Bailey, ebenfalls Cincinnati Reds).

### Playoff No-Hitter
In der Geschichte der MLB gab es bis heute nur drei No-Hitter in den Playoffs.
Don Larsen von den New York Yankees gelang am 8. Oktober 1956 in New York City im 5. Spiel der World Series gegen die Brooklyn Dodgers ein Perfect Game (Endstand 2–0).
Den zweiten No-Hitter schaffte Roy Halladay von den Philadelphia Phillies am 6. Oktober 2010 in Spiel 1 der National League Division Series gegen die Cincinnati Reds (Endstand 4–0). Es war der erste Postseason-Einsatz des 33-Jährigen überhaupt.
Der dritte war ein kombinierter No-Hitter der vier Pitcher Christian Javier, Bryan Abreu, Rafael Montero sowie Ryan Pressly von den Houston Astros, die das vierte Spiel der World Series am 2. November 2022 gegen die Philadelphia Phillies mit 5:0 gewannen. Für Christian Javier und Ryan Pressly war es sogar der zweite No-Hitter der laufenden Saison.

## Regeländerung 1991
Die Voraussetzungen für die Anerkennung eines No-Hitters wurden 1991 von der Major League Baseball neu gefasst und dabei teils verschärft. Vor allem muss ein No-Hitter in jedem Fall über neun Innings gehalten werden. Spiele, die – etwa wegen Regen – vorzeitig abgebrochen werden, zählen also nicht mehr. Auch wenn die Heimmannschaft nach 81⁄2 Innings in Führung liegt (was auch bei einem bislang gehaltenen No-Hitter der Gastmannschaft möglich ist – siehe nachstehenden Absatz) und der Pitcher der Gastmannschaft sein neuntes Inning nicht mehr wirft, wird das Spiel nicht als No-Hitter gewertet. Neu ist auch die Regel, dass ein No-Hitter auch dann keine Anerkennung findet, wenn zwar über die volle Regeldistanz von neun Innings kein Hit zugelassen wurde, solche aber in den Extra-Innings erzielt werden.

## No-Hitter bei verlorenem Spiel
Ein No-Hitter bedeutet nicht unbedingt zugleich auch den Spielgewinn in Form eines Shutouts, was bedeuten würde, dass die gegnerische Mannschaft keinen Run erzielt, da man im Baseball auch ohne Base Hits Runs bzw. Punkte machen kann. Es ist durchaus möglich, wenn auch recht selten, dass ein No-Hitter in einer Niederlage für den Pitcher endet (man bezeichnet immer den Pitcher als den Gewinner oder Verlierer des Spiels, wenn er eine gewisse Zahl von Innings im Spiel war). Da das Aufgeben von Bases durch vier Fehlwürfe (Balls), also ein Walk, den No-Hitter bestehen lässt, können so Gegner auf die Bases gelangen und dann weitere Bases etwa auch stehlen. Auch ein Error steht dem No-Hitter nicht entgegen. So können mit viel Glück die Gegner auch ohne jeden Hit einen Run erzielen. Wenn dann die eigene Mannschaft des Pitchers in der Offensive schwach schlägt und dazu noch auf den Bases nicht gut läuft, kann die Gegenseite durchaus auch gegen einen No-Hitter das Spiel gewinnen.
Ein Beispiel dafür ist das Spiel der New York Yankees gegen die Chicago White Sox in Chicago am 1. Juli 1990, bei dem der Pitcher der Yankees (Andy Hawkins) bis zum letzten Gegner im achten Inning keinen Hit zugelassen hatte. Dann beging einer seiner Feldspieler einen Error, wodurch der gegnerische Batter die erste Base erreichte. Die nächsten beiden Gegenspieler gelangten durch Walks auf die Bases, so dass diese besetzt waren. Bei den nächsten beiden Battern konnten zwei Outfielder der Yankees jeweils recht leichte Flugbälle nicht fangen, also ebenfalls Errors, sodass die White Sox vier Runs erzielen konnten. Hawkins beendete danach das Spiel ohne Hit gegen ihn, was aber an der Niederlage der Yankees nichts änderte. Da Chicago als in Führung liegender Gastgeber seinen letzten Schlagdurchgang nicht mehr zu absolvieren brauchte, erfüllte Hawkins aber ohnehin nicht das Kriterium von neun gepitchten Innings, weshalb dieses Spiel auch nicht als No-Hitter gewertet wurde.
No-Hitter, bei denen die gegnerische Mannschaft auch auf anderem Weg keinen Run erzielt (also Shutouts), werden auch als No-No’s (für No Hits – No Runs) bezeichnet.